# Congreso Constituyente de 1821
El Congreso Constituyente de 1821 «también denominado Congreso de 1821, Congreso de Villa del Rosario de Cúcuta o en el ámbito historiográfico como Congreso de Cúcuta» fue el primer congreso general donde fue creada la República de Colombia, conocida en la historiografía como la Gran Colombia, mediante la unificación de las Provincias Unidas de la Nueva Granada (actual Colombia) y la Confederación Venezolana (actual Venezuela) en una sola nación. Asimismo, esta asamblea constituyente buscaba el reconocimiento internacional de la nación emergente.
El Congreso de 1821 fue instaurado por Antonio Nariño y en ella participaron Simón Bolívar, Francisco de Paula Santander y otros importantes próceres de la independencia. Se inició el 6 de mayo de 1821 y culminó el 3 de octubre del mismo año. Como resultado del mismo se tuvo la redacción y promulgación de la Constitución de 1821 la cual dio vida jurídica a la nueva república.
Este congreso constituyente se llevó a cabo en el Templo Histórico o Templo del Congreso, el cual está ubicado en el Parque Grancolombiano junto a la Casa Natal de Francisco de Paula de Santander, en Villa del Rosario, municipio que hace parte del Área Metropolitana de Cúcuta, en el departamento de Norte de Santander en Colombia.

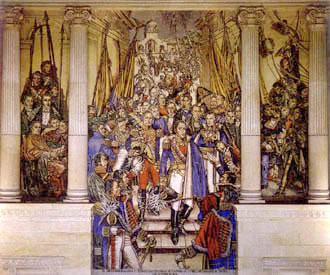
Mural conmemorativo del Congreso de 1821; ubicado en el Capitolio Nacional, en Bogotá

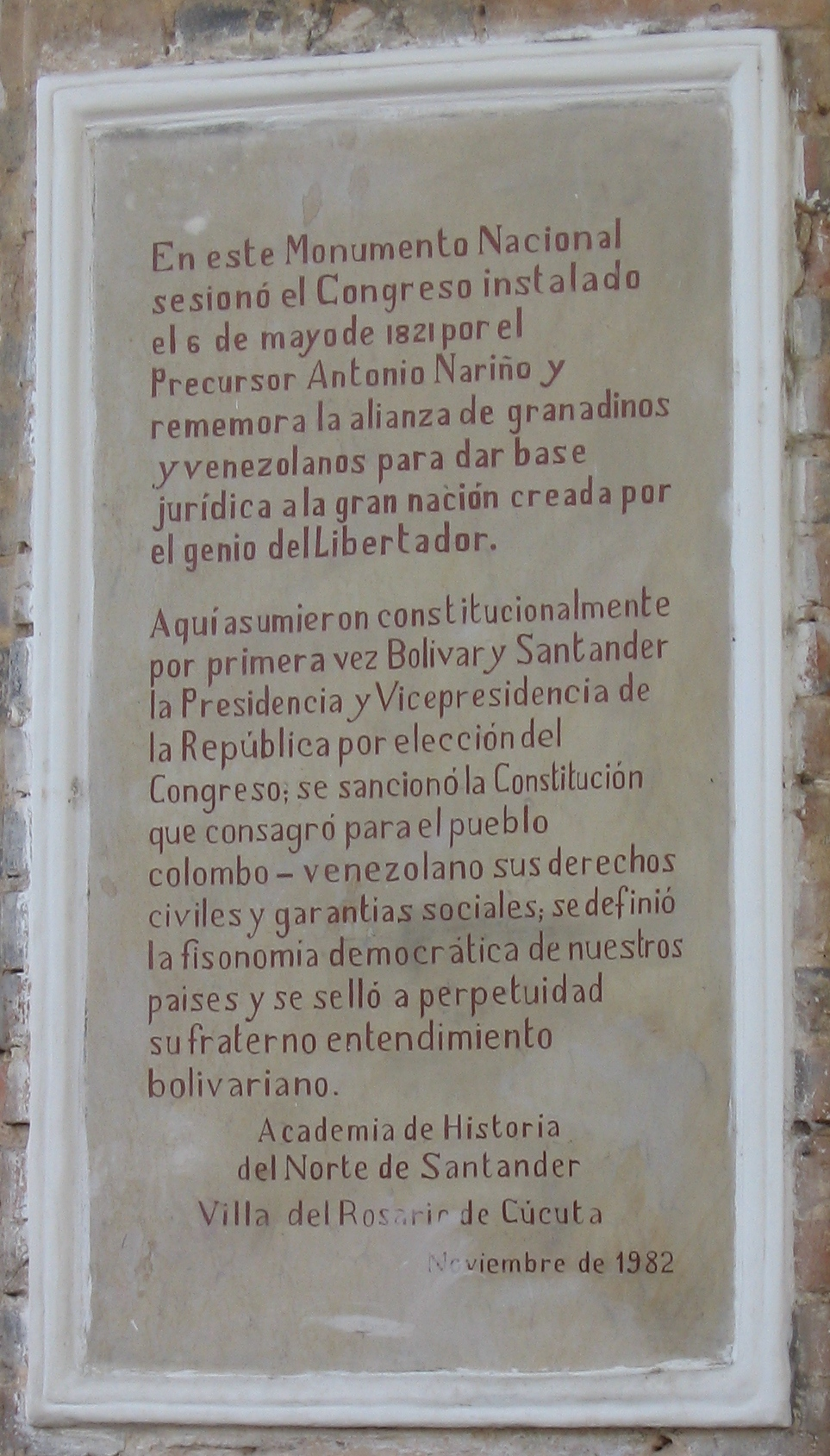
Placa recordatoria en el lugar de sesiones del Congreso de 1821

## Historia

### Antecedentes
Luego de las victorias logradas años atrás sobre los españoles, empezaron a surgir preguntas sobre la naturaleza de las nuevas instituciones que regirían los territorios recién emancipados. En Angostura, actual Ciudad Bolívar, se sentaron las bases para el orden político que pretendía desplazar la influencia española.
Entre aquellas cosas decretada aquel día se dictó la Ley Fundamental, por la cual las repúblicas de Venezuela y la Nueva Granada quedaron desde este día reunidas en una sola bajo el título glorioso de República de Colombia, el 1 de enero de 1821 debía reunirse en la Villa del Rosario el Congreso General de Colombia, por ser el lugar ideal (dicho por el mismo libertador) y considerar a esta Villa el lugar más bien proporcionado para ser sede de aquella gran nación.
El Vicepresidente, habiendo llegado a la Villa del Rosario el 12 de febrero de 1821, observa que el Congreso no se puede instalar (ya que no se encontraban las dos terceras partes que se necesitaban para la instalación), por lo cual tres días después, en el templo principal, da un discurso de aliento a los constituyentes que ya estaban allí y a la población de esa época, a esperar el tiempo necesario para lograr el sueño del libertador.
Discurso de Juan Germán Roscio:

"Vuestra situación geográfica decidió al último congreso de Venezuela, a fijar en vuestro seno la capital del nuevo estado de Colombia, y las demostraciones de júbilo con que habéis recibido al gobierno de la República traslado de Guayana a vuestro territorio, le enseñan cuánto debe esperar de nuestro patriotismo en esta nueva capital, en ella por primera vez será traslado el Congreso Nacional de Colombia y algún día podréis decir con orgullo, aquí se obraron las más importantes transacciones del nuevo estado, aquí se consolidó la unión de Cundinamarca Quito y Venezuela, aquí su Independencia y soberanía quedaron selladas de un modo solemne y definitivo, aquí fueron aprobados los tratados de paz y de reconocimiento de esta nueva nación, que no se aleje este momento feliz para toda la América y el más venturoso para vosotros son los deseos del gobierno".
Juan German Roscio
Vicepresidente Interino

Bolívar en prevista del fallecimiento de Roscio, el 9 de marzo de 1821 envía a Luis Eduardo de Azuola para que tome riendas de la vicepresidencia.
El 10 de marzo de 1821 fallece el vicepresidente de Colombia Juan Germán Roscio Nieves a las 5 de la tarde de fiebre pútrida y es sepultado al día siguiente 11 de marzo con los honores de un vicepresidente en la capilla Santa Ana (antigua iglesia de la población), con los oficios religiosos del doctor y presbítero Lorenzo Santander.
Azuola llega a esta Villa, pero al igual que su predecesor tiene los mismos problemas, (solo se encontraban 31 diputados de los 72 que se necesitaba para la instalación), así que continuo esperando hasta completar la capacidad necesaria.
Desafortunadamente Luis Eduardo de Azuola fallece de pulmonía violenta el 13 de abril de 1821 y es sepultado al día siguiente 14 de abril en la Capilla Santa Ana con todos los honores de un vicepresidente de Colombia.
Producto de esta nueva situación El Libertador Simón Bolívar nombró como vicepresidente interino al General Antonio Nariño quien acababa de llegar fugado de la cárcel de Cádiz en España, mediante Decreto dictado el 4 de abril de 1821 en el Cuartel General de Achaguas en Barinas (Venezuela). Nariño llegó a la Villa del Rosario el 27 de abril de 1821
Para allanar las dificultades que se estaban presentando para la instalación del Congreso ante la dificultad de algunos de los diputados para flegar a la Villa por los combates en el sur, la fuerte ola invernal que se presentaba y el fallecimiento de dos vicepresidentes, con fecha Primero de mayo de 1821 el vicepresidente Antonio Nariño dicto el siguiente decreto:

"1° Que el Congreso General de Colombia se instale con el número de 57 diputados presentes, que hacen la mayoría absoluta de la totalidad de 95 que corresponden a las 19 provincias que oportunamente han estado en aptitud de nombrarlos, y se aproxima a las dos terceras partes requeridas por el reglamento de convocación.

"2° Que el acto de instalación se verifique para el seis del corriente, precediendo la publicación de un edicto citatorio. 
"3° Que el ministro del interior se encargue del cumplimiento de este decreto
Antonio Nariño

En Villa del Rosario nació el congreso unificador de Bolívar. Él pretendía unir bajo un mismo gobierno, las actuales Colombia (de la cual Panamá formaba parte), Venezuela y Ecuador. Su intención era crear un estado fuerte para expulsar definitivamente a los españoles de América, y lograr reconocimiento internacional para la nueva nación.

### Instalación del Congreso
Luego de un periodo de incertidumbre por el retraso de este congreso, y la muerte de dos vicepresidentes, (Juan Germán Roscio) y (Luis Eduardo de Azuola),la asamblea se reunió en Villa del Rosario, municipio del actual departamento de Norte de Santander, Colombia. Se iniciaron sesiones el 6 de mayo de 1821, y terminaron el 21 de octubre del mismo año.
Discurso de Antonio Nariño.
Apartes del discurso del General Antonio nariño en la instalación del Primer Congreso General de la República de Colombia el 6 de mayo de 1821 en la Villa del Rosario:

Encargado, señores, del poder ejecutivo, por hallarse el presidente de la República al frente de los ejércitos, debería comenzar mi discurso por
daros cuenta del progreso de nuestras armas desde la instalacion del
congreso de angostura hasta el día; del ingreso de nuestras rentas y su
inversión; del capital nacional y sus productos; de nuestras relaciones
exteriores y de la deuda nacional. pero acabo de legar de europa,
apareció de repente en medio de vosotros como por una especie de
prodigio, y nombrado en mi tránsito para el empleo que me proporciona el
honor de verme al frente de este respetable congreso para su instalación,
nada puedo deciros sobre estos puntos que vosotros no sepáis mejor que
yo
Pero no basta, señores Diputados, ser independientes para ser felices.
Debemos crear instituciones sabias que aseguren al hombre el goce pacifico
de sus derechos; un sistema de administracion que reparte pecado
arbitrariedad las orejas de la República; una fuerza fisica bien organizada
que nos ponga a cubierto de los peligros de nuevas invasiones, deben ser la
obra de vuestras manos. A vosotros, señores, estáis especialmente encargados
la obra de nuestra regeneración, de nuestra libertad interior y de nuestra
felicidad futura. Yo veo hoy, con un placer mezelado de amargura,
reunidas aquí las pocas espigas que la guadaña destructora del despotismo
ha dejado en pie. Vosotros sois el grano fecundo que debe propagar en toda
Ia República las luces que un feroz sistema de pacificación probar de apagar
eternamente entre nosotros. Vosotros sois la tabla que escapada del
naufragio debe salvar a los que hemos quedado con vida.
Las cireunstancias de nuestra transformación política son de una
naturaleza poco común. Al tiempo de romper las eadenas de bronce que
nos unían a la España, hemos tenido que destruir su gobierno, sus odiosas
leyes y su régimen administrativo; de aquí resultó que nos cargamos con la
ardua empresa de convertimos de repente en militares, en politicos, en
legisladores, cuando antes no éramos nmás que esclavos; y lo mas asombroso
es que nos encontramos reducidos a nuestras propias fuerzas, sin haber hasta ahora un solo pueblo de la tierra que nos proteja ni nos ayude en
tamaña obra.
El actual congreso no puede dar la perfección a una obra que, en mi juicio,
va a comenzarse, pero puede y debe poner con firmeza las primeras piedras
del majestuoso edificio que más adelante se completará.
Yo ruego a los beneméritos y respetables miembros del congreso me
dispensen la libertad que me he tomado en estas ligeras y rapidas
observaciones, y que las vean solo cono un desahogo de mis ardientes
deseos por la prosperidad de mi patria.
iQuiera el cielo, que con tan clara proteccion se ha mostrado por nuestra causa, llena de bendiciones vuestras tareas; y que los que hemos escapado del naufragio, establezcamos unas instituciones que nos prometan la felicidad de nuestros hijos!
Antonio Nariño

En la sesión del 7 de septiembre de 1821 del Primer Congreso General de la República de Colombia, se hizo la elección de Simón Bolívar como presidente de Colombia (con 50 votos) y luego de 8 escrutinios, Francisco de Paula Santander era elegido vicepresidente con (38 votos). 
El día 1 de octubre llegó el general Santander a la Villa del Rosario, pues tanto a éste a Bogotá, como al general Bolívar a Maracaibo, el Congreso había dirigido oficios en que se les anunciaba la elección, con postas especiales. Aquél, al día siguiente, se dirigió en despacho oficial al Congreso para anunciarle su presencia allí y pedir la venia para concurrir al recinto a rendir el informe que con anterioridad había anunciado. Resuelto por el Congreso que primero cumpliera con la posesión de la Vicepresidencia de la república para que había sido electo, gustosamente Santander se sometió a esa voluntad.  
A las 11 de la mañana del 3 de octubre de 1821 Simón Bolívar entró en el salón de sesiones ubicado en la sacristía de la iglesia parroquial de Villa del Rosario. Iba acompañado por una comisión de diputados y su estado mayor general. Tomó asiento al lado del presidente del Congreso y puestos todos de pie, juró como presidente de la naciente República de Colombia (conocida como Gran Colombia para diferenciarla de la actual República de Colombia), conformada por Venezuela y Cundinamarca, nombre asignado a la Nueva Granada. Tras un discurso y la posesión de Francisco de Paula Santander como vicepresidente, fue leído el texto de la Constitución que le dio vida política a la República de Colombia.

### Participantes
Según se había predispuesto en la asamblea de Angostura, en el "congreso general de Colombia" debían reunirse los 95 diputados nombrados por sus respectivas provincias, también se hacía constar que si en caso de retraso de algunos diputados y por el mismo carácter 'urgente' de la reunión, el presidente del congreso podría dar inicio al mismo siempre y cuando el número de diputados correspondiera a las dos terceras partes del total. Sin embargo, la cantidad suficiente de diputados fue imposible de congregar, ya sea por el impedimento económico de algunos para trasladarse a la villa, por el ambiente tenso y peligroso en algunas provincias o simplemente por las inclemencias del invierno. 
Como consecuencia y en pro de la realización del congreso, el vicepresidente Juan Germán Roscio le concedió facultades al vicepresidente interino Antonio Nariño (quien estaba presidiendo la asamblea) para que instalara el congreso contando con los 57 diputados presentes y que correspondían a " la mayoría absoluta de la totalidad de 95 que corresponden a las 19 provincias que oportunamente han estado en aptitud de nombrarlos, y se aproxima a las dos terceras partes requeridas por el reglamento de convocación." según queda constatado en el acta de inauguración.

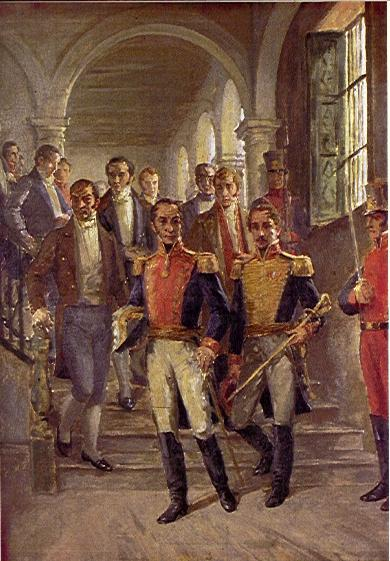
Próceres participantes del Congreso de 1821. Entre ellos figuran Simón Bolívar, Francisco de Paula Santander y Antonio Nariño.

Los siguientes son los nombres de los integrantes iniciales del congreso de 1821. Además del vicepresidente y los diputados, también se encuentran el ministro del interior y el ministro de relaciones exteriores. Posteriormente se unirían Simón Bolívar y Francisco de Paula Santander.  
| Por la provincia de Socorro | Por la provincia de Cauca | Por la provincia de Pamplona | Por la provincia de Santa Marta | Por la provincia de Antioquia | Por la provincia de Neiva | Por la provincia de Casanare | Por la provincia de Ocaña | Por la provincia de Tunja | Por la provincia de Cartagena |
| --------------------------- | ------------------------- | ---------------------------- | ------------------------------- | ----------------------------- | ------------------------- | ---------------------------- | ------------------------- | ------------------------- | ----------------------------- |
| Manuel Campos               | José Antonio Borrero      | Francisco de Paula           | Miguel Santa María              | Félix Restrepo                | Joaquín Borrero           | Juan Bautista Estévez        | José Quintana             | José Ignacio de Márquez   | Pedro Gual                    |
| Diego F Gómez               | Francisco Pereyra         | Benedicto Domínguez          | Miguel Ibáñez                   | José Manuel R                 | José María Hinestrosa     | Salvador Camacho             | Miguel Ibáñez             | Francisco Otero           | José María del Castillo       |
| Joaquín Plata               |                           | Pacifico Jaime               | Antonio José Caro               | Vicente A Borrero             | José Antonio Barcenas     | Vicente Asuero               | Antonio José Caro         | Antonio Malo              | Sinforoso Mutis               |
| Vicente Azuero              |                           | Francisco Soto               | José Quintana Navarro           |                               |                           | Juan Ronderos                |                           |                           | Ildefonso Méndez              |
|                             |                           |                              |                                 |                               |                           |                              |                           |                           |                               |

| Por la Provincia de Guarico                    | Por la provincia de Cumana | Por la provincia de Barinas | Por la provincia de Caracas | Por la provincia de Guayana | Por la provincia de Mérida | Por la provincia de Barcelona | Por la provincia de Barquisimeto | Por la provinncia de Margarita |
| ---------------------------------------------- | -------------------------- | --------------------------- | --------------------------- | --------------------------- | -------------------------- | ----------------------------- | -------------------------------- | ------------------------------ |
| Diego Bautista Urbaneja(Ministro del interior) | Fernando de Peñalver       | Ramón Ignacio Méndez        |                             |                             | Luis Ignacio Mendoza       |                               |                                  |                                |
|                                                |                            | Antonio M. Briceño          |                             |                             | Juan Antonio Paredes       |                               |                                  |                                |
|                                                |                            |                             |                             |                             | Casimiro Calvo             |                               |                                  |                                |
|                                                |                            |                             |                             |                             | Lorenzo Santander          |                               |                                  |                                |
|                                                |                            |                             |                             |                             | José Antonio Yañes         |                               |                                  |                                |

- Antonio Nariño
- Ignacio Fernández Peña
- José A. Mendoza
- Francisco José Otero
- Joaquín Fernández de Soto
- Miguel de Zárraga
- Miguel Domínguez
- Gabriel Briceño
- José Antonio de las Bárcenas
- Nicolás Ballén de Guzmán
- Juan Ronderos
- Bernardo Tobar
- Leandro Egea
- Mariano Escovar
- Alejandro Osario
- José Cornelio Valencia
- Casimiro Calvo
- Policarpo Uricoechea
- Cerbeleón Urbina
- Francisco Gómez
- Pedro F. Carvajal
- Carlos Álvarez
- Manuel Baños
- Manuel M. Quijano
- Miguel de Tovar
- José Prudencio Lanz
- Andrés Rojas
- licenciado Gaspar Marcano

## Discurso de Bolívar
Señor:

El juramento que acabo de prestar en calidad de Presidente de Colombia es para mí un pacto de conciencia que multiplica mis deberes de sumisión a la ley y a la patria. Sólo un profundo respeto por la voluntad soberana me obligaría a someterme al formidable peso de la suprema magistratura. La gratitud que debo a los representantes del pueblo, me impone además la agradable obligación de continuar mis servicios por defender, con mis bienes, con mi sangre y aun con mi honor, esta constitución que encierra los derechos de los pueblos hermanos, ligados por la libertad, por el bien y por la gloria. La constitución de Colombia será junto con la independencia la ara santa, en la cual haré los sacrificios. Por ella marcharé a las extremidades de Colombia a romper las cadenas de los hijos del Ecuador, a convidarlos con Colombia, después de hacerlos libres.

Señor, espero que me autoricéis para unir con los vínculos de la beneficencia a los pueblos que la naturaleza y el cielo nos han dado por hermanos. Completada esta obra de vuestra sabiduría y de mi celo, nada más que la paz nos puede faltar para dar a Colombia todo, dicha, reposo y gloria. Entonces, Señor, yo ruego ardientemente, no os mostréis sordo al clamor de mi conciencia y de mi honor que me piden a grandes gritos que no sea más que ciudadano. Yo siento la necesidad de dejar el primer puesto de la República, al que el pueblo señale como al jefe de su corazón. Yo soy el hijo de la guerra; el hombre que los combates han elevado a la magistratura: la fortuna me ha sostenido en este rango y la victoria lo ha confirmado. Pero no son éstos los títulos consagrados por la justicia, por la dicha, y por la voluntad nacional. La espada que ha gobernado a Colombia no es la balanza de Astrea, es un azote del genio del mal que algunas veces el cielo deja caer a la tierra para el castigo de los tiranos y escarmiento de los pueblos. Esta espada no puede servir de nada el día de paz, y éste debe ser el último de mi poder; porque así lo he jurado para mí, porque lo he prometido a Colombia, y porque no puede haber república donde el pueblo no está seguro del ejercicio de sus propias facultades. Un hombre como yo, es un ciudadano peligroso en un Gobierno popular; es una amenaza inmediata a la soberanía nacional. Yo quiero ser ciudadano, para ser libre y para que todos lo sean. Prefiero el título de ciudadano al de Libertador, porque éste emana de la guerra, aquél emana de las leyes. Cambiadme, Señor, todos mis dictados por el de buen ciudadano.
Simón Bolívar

## Discurso de Santander
Señor.

Jamás pensé tener la honra de presentarme en este augusto lugar como segundo magistrado de Colombia. La obediencia, el celo, el amor a la patria, que desde mi más tierna juventud han formado la esencia de mi espíritu y existencia, no me daban ciertamente derecho a esperar un destino en que los talentos, las virtudes, las eminentes cualidades son aun inferiores a las grandes obligaciones que se le imponen. La dicha de la República está anexa a la sabiduría del primer magistrado, y este mismo primer magistrado, desconfiando de las grandes dotes con que lo ha privilegiado la naturaleza y una maestra experiencia, se aleja de nuestro centro y va a las extremidades de Colombia a completar la obra que vuestra majestad ha decretado y él quiere cumplir. Esta ausencia me llena, por decirlo así, de un pánico terror. Encargado yo de una enorme masa de responsabilidad, me veía anonadado en el departamento de Cundinamarca. ¿Qué será cuando Colombia entera repose sobre mis hombros? Señor: vuestra confianza es menos grande que mi esperanza; me habéis encargado del timón de una nave que, aunque al abrigo de las tempestades civiles, está aún fluctuando entre los escollos de la guerra y de la política. La España, aunque caduca, aunque aniquilada, la España con solo su nombre y su representación entre las naciones, es todavía una potencia que puede, por sus conexiones, llevar adelante su lucha sanguinaria. Nuestras relaciones políticas apenas han nacido, por la política. Además, señor, ensayar, ejecutar, cumplir la ley fundamental del Estado, dar a Colombia una existencia legal, constituir el reino de las leyes, hacer sumir en el seno de la obediencia hombres erguidos por la victoria y antes combatidos por las pasiones serviles; llenar, en fin, la intención de vuestra majestad y el voto de todos los colombianos, por el triunfo de la libertad y de la igualdad, no es, señor, la obra del vicepresidente que habéis nombrado.

   Considerad, pues, mi angustia al verme colocado entre la voluntad nacional, que me prescribe por el órgano de la constitución el ejercicio universal del bien y la imposibilidad por mi parte de colmar la dicha que todos esperan de ese monumento sagrado y de ese motor único de la prosperidad de Colombia. Pero, señor, siendo la ley el origen de todo bien y mi obediencia el instrumento de su más estricto cumplimiento, puede contar la nación con que el espíritu del congreso penetrará todo mi ser y yo no viviré sino para hacerlo obrar. La constitución hará el bien como lo dicta; pero si en la obediencia se encuentra el mal, el mal será. Dichoso yo si al dar cuenta a la representación nacional en el próximo congreso puedo decirle: he cumplido con la voluntad del pueblo: la nación ha sido libre bajo el imperio de la constitución y tan sólo yo he sido esclavo de Colombia.
Santander

## Legado
El congreso significó el primer ejercicio legislativo sin la dominación española en Colombia, y dio lugar a la primera constitución nacional, ya que las que ya habían sido proclamadas después del 20 de julio eran de tipo regional.
A raíz del sesquicentenario del Congreso de Cúcuta, celebrado en 1971, el gobierno local decidió erigir monumentos conmemorativos de la gesta, y se instalaron varias esculturas en el municipio de Villa del Rosario y en Cúcutaː
- Francisco de Paula Santander; instalada en la casa natal de Villa del Rosario. Obra en bronce del escultor Enrique Llamosa, fundida por el Banco de la República en Bogotá.
- Estatua en honor a Bolívar, instalada en el templo histórico del municipio. Obra en mármol del escultor Pietro Canonica, regalada al párroco de la ciudad por el Banco Cafetero.
- Estatua de Santander, instalada en la plaza principal de Cúcuta. Obra en bronce del escultor C. Borner, fundida en Hamburgo en 1892 para celebrar el natalicio del prócer.
- Quedó la primera constitución de Colombia de 1821
- Se decretó el escudo de armas, el pabellón nacional y otras 80 leyes más que le dieron vida a la República de Colombia